# Zeeburgerdijk

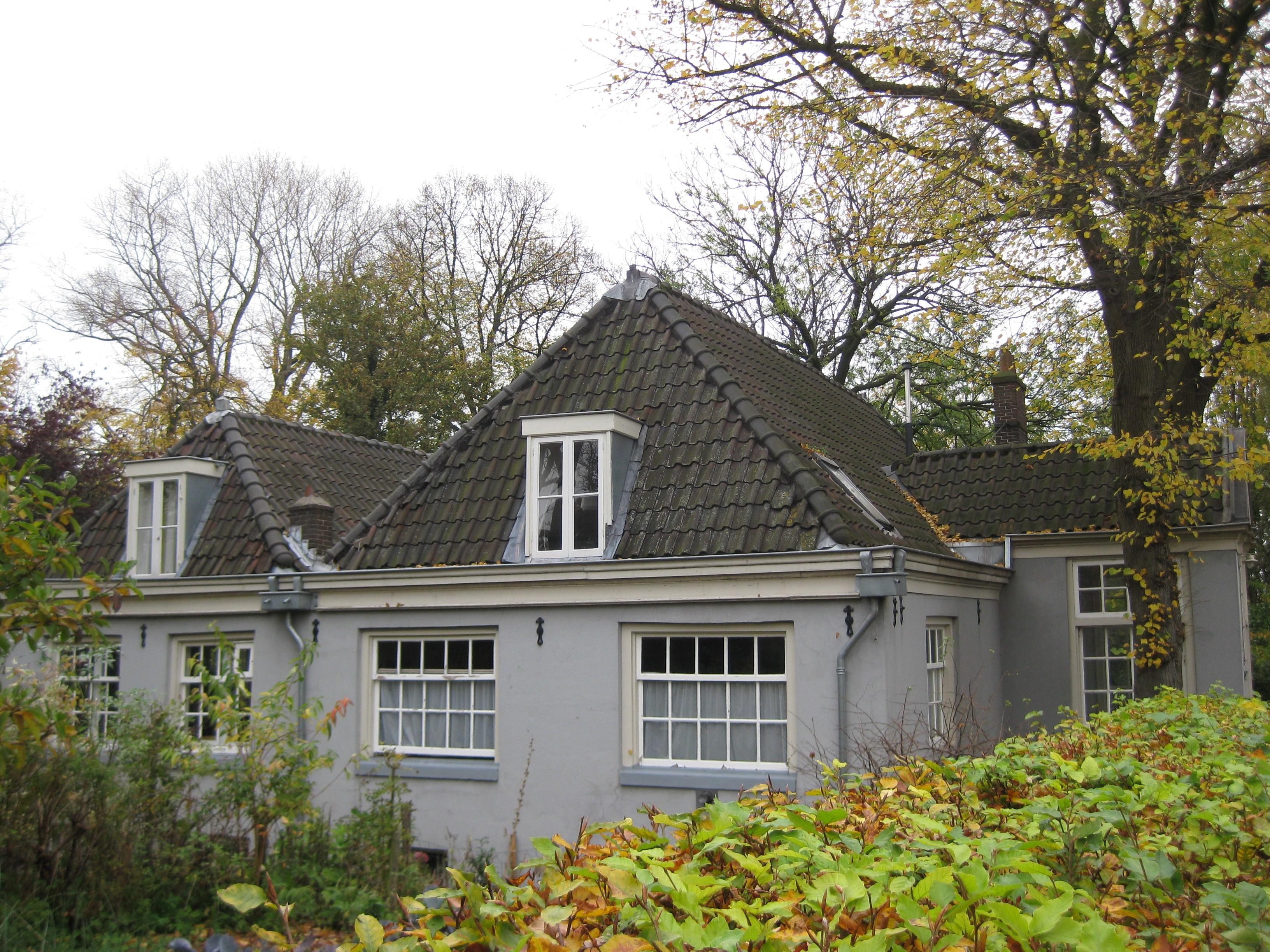
Voormalige Herberg Zeeburg, Rijksmonument 6499 aan de Zeeburgerdijk

De Zeeburgerdijk is een dijk in Amsterdam-Oost. De Zeeburgerdijk ligt in het verlengde van de Hoogte Kadijk en wordt voorbij het Amsterdam-Rijnkanaal voortgezet in de Diemerzeedijk. Het voormalige stadsdeel Zeeburg ontleende zijn naam aan de Zeeburgerdijk en het Zeeburgereiland.

## Geschiedenis
De Zeeburgerdijk is vernoemd naar de vesting Seeburg die in de 17e eeuw langs de dijk stond en heette daarvoor Sint Anthonisdijk. De dijk dateert vermoedelijk uit de dertiende eeuw en is een deel van de oude dijk langs de Zuiderzee. Deze verbond Amsterdam met Muiden en was voor de drooglegging van de Watergraafsmeer ook de enige verbinding over land met Naarden.
De dijk was in de zeventiende tot en met de negentiende eeuw een geliefd wandeloord voor Amsterdammers. Rond Herberg Zeeburg (gebouw vandaag de dag nog steeds aanwezig) op de kop van de dijk van de Zuiderzee bevonden zich diverse uitspanningen. Herberg Zeeburg was tevens de aanlegplaats van zeetransport van vee, dat vanuit onder andere Hannover werd aangevoerd.
Het gebied langs de dijk raakte bebouwd vanaf het einde van de 19e eeuw, toen de aanleg van de Dapperbuurt, het Oostelijk Havengebied en de Indische Buurt begon. Het gebied rond Herberg Zeeburg werd vanaf de Eerste Wereldoorlog ingericht als quarantaine-inrichting, als opvangkamp voor vluchtelingen en tot 1975 was er het Noodziekenhuis Zeeburg. Het overige deel van de dijk werd bebouwd met woningen en scholen.
Aan de overkant van het Lozingskanaal, aan het einde van het Zeeburgerpad, lag van 1925 tot 1944 het Zeeburgerdorp, een woonschool met woningen voor "onaangepaste" gezinnen.  
In tegenstelling tot elders in oost was er rond 1900 al een ongelijkvloerse kruising, de Zeeburgerdijk Spoorbrug met de spoorlijn Amsterdam - Zutphen.

## Kunst
Tussen twee gebouwen van het Flevohuis hangt sinds 1998 het beeld Vlinders van Loes van der Horst. Op de oostgevel van gebouw 49 werd in 2018 de Muurschildering Zeeburgerdijk gezet.

## Openbaar vervoer
Het eerste openbaar vervoermiddel dat korte tijd (van 1889 tot het faillissement in 1891) over de Zeeburgerdijk reed (met als eindbestemming het abattoir op het Veemarktterrein) was de tramomnibus van de Amsterdamsche Omnibus Maatschappij. De tweede elektrische tramlijn van Amsterdam (lijn 6) reed vanaf 1901-1922 (en lijn 12 in 1924 en 1925) over de Zeeburgerdijk vanaf de Mauritskade naar de Veelaan. Het gedeelte ten noorden van de Borneostraat werd in 1925 opgeheven, over de rest van de route reden in de loop der jaren respectievelijk de tramlijnen 3, 6, 7, 9, 10, 14, 15, 19 en 21. Sinds 2004 rijdt tramlijn 14 over de Zeeburgerdijk. Bus 22 had van 1973-1991 zijn standplaats op de Zeeburgerdijk bij het Flevohuis. 